# كونتشيتا نونيز
كونتشيتا نونيز (بالإسبانية: Conchita Nuñez)‏ هي ممثلة إسبانية، ولدت في 1936، وتوفيت في 26 يونيو 2009.

## وصلات خارجية
- كونتشيتا نونيز على موقع IMDb (الإنجليزية)
- كونتشيتا نونيز على موقع ألو سيني (الفرنسية)
- كونتشيتا نونيز على موقع قاعدة بيانات الفيلم (الإنجليزية)
- كونتشيتا نونيز على موقع كينوبويسك (الروسية)